# Melbourne Cricket Ground
Der Melbourne Cricket Ground (MCG) ist eines der bedeutendsten und größten Stadien Australiens. Neben Cricket wird es u. a. auch für Australian Football, Rugby League oder Fußball genutzt. Die Geschichte der Anlage lässt sich bis 1853 zurückverfolgen. Es befindet sich im Yarra Park im Stadtteil Richmond unweit des Stadtzentrums von Melbourne. In der Nähe liegt auch der Melbourne Park mit der Tennisanlage der Australian Open. Nach einem rund 400 Millionen AUD teuren Umbau, der Ende 2006 abgeschlossen wurde, fasst der MCG 100.024 Zuschauer. Der MCG, auch selten The G genannt, gehört damit zu den größten Stadien der Welt.

## Geschichte
Nachdem Melbourne im Jahr 1835 gegründet wurde, etablierte sich der örtliche Cricket-Club Melbourne Cricket Club (MCC) am 15. November 1838. Die damals genutzten Spielstätte musste aufgegeben werden, als die Flächen für den Eisenbahnbau benötigt wurden. So zog der Club 1840 ein erstes Mal um, bevor am 23. September 1853 der heutige Standort durch die Regierung dem Club vermacht wurde. Als erste Baumaßnahme wurde noch im gleich Jahr ein Pavillon errichtet; 1856 wurden das Gelände umzäunt. 1876 wurde die erste Tribüne errichtet, 1881 kam die erste Anzeigetafel hinzu. Weitere Tribünen wurden nach und nach in der ersten Hälfte des 20. Jahrhunderts errichtet. Diese ermöglichten beim dritten Test der Ashes Tour 1937 eine Gesamt-Zuschauerzahl von 350.534 Zuschauern über sechs Tage. Dies ist bis heute Besucherrekord für ein Test-Match. In den letzten Jahren wurden die Tribünen modernisiert.

## Veranstaltungen

### Internationale Großveranstaltungen
Der MCG war das Stadion der Olympischen Sommerspiele 1956 in Melbourne und der Commonwealth Games 2006. Während der Olympischen Sommerspiele 2000 in Sydney war der MCG Austragungsort von Gruppenspielen der Fußballturniere.

### Australian Football
Im MCG finden regelmäßig Spiele der Australian Football League (AFL) statt. Australian Football, verwandt mit Rugby und Gaelic Football, ist die populärste Sportart in Australien. Im MCG tragen vier Vereine aus Melbourne ihre Heimspiele aus: die Collingwood Magpies, die Melbourne Demons, die Hawthorn Hawks und die Richmond Tigers. Außerdem ist The G alljährlich im September Austragungsort des Grand Finals, des Endspiels der AFL. Gemessen an der vor Ort anwesenden Zuschauermenge ist das AFL Grand Final zurzeit die größte nationale Sportveranstaltung, gefolgt vom Finale der australischen National Rugby League (NRL), das rund eine Woche zuvor in Sydney im in ANZ Stadium umbenannten Olympiastadion der Spiele von 2000 stattfindet.

### Cricket
Im Sommer wird das Stadion vornehmlich für Cricket verwendet. Das erste Test Match überhaupt fand hier zwischen England und Australien 1877 statt, ebenso wie das erste One-Day International 1971. Beim Cricket World Cup 1992 und 2015 sowie dem T20 World Cup 2022 wurden neben zahlreichen Spielen jeweils das Finale hier ausgetragen. Im nationalen Cricket ist das Stadion Heimat des Victorian Cricket Team, in der Big Bash League die der Melbourne Stars. Seit 1996 verwendet das MCG sogenannte Drop-In-Pitches, die immer wieder in die Kritik gerieten. So musste beispielsweise im Dezember 2019 eine Partie des Sheffield Shield abgebrochen werden, da ein Spielen zu gefährlich war.

### National Football League
Im Februar 2025 gab die US-amerikanische National Football League (NFL) bekannt, ab 2026 jährlich ein reguläres Saisonspiel im Melbourne Cricket Ground auszutragen. Als Heimmannschaft des ersten Spiels 2026 treten die Los Angeles Rams an, der Gegner steht noch nicht fest.

### Konzerte und andere Großveranstaltungen
Im Laufe der Jahre haben internationale Superstars wie David Bowie, Paul McCartney, U2, Madonna, die Rolling Stones und Michael Jackson Konzerte im MCG gegeben. Papst Johannes Paul II. hielt hier 1986 eine Messe.

## Zuschauerrekorde
Der Zuschauerrekord im MCG liegt bei 130.000 Zuschauern, die 1959 bei einer Messe des amerikanischen Erweckungspredigers Billy Graham anwesend waren. Der Rekord für eine Sportveranstaltung liegt bei 121.696 Zuschauern während des VFL Grand Finals im Australian Rules Football zwischen dem Carlton Football Club und dem Collingwood Football Club im Jahr 1970.

## Galerie

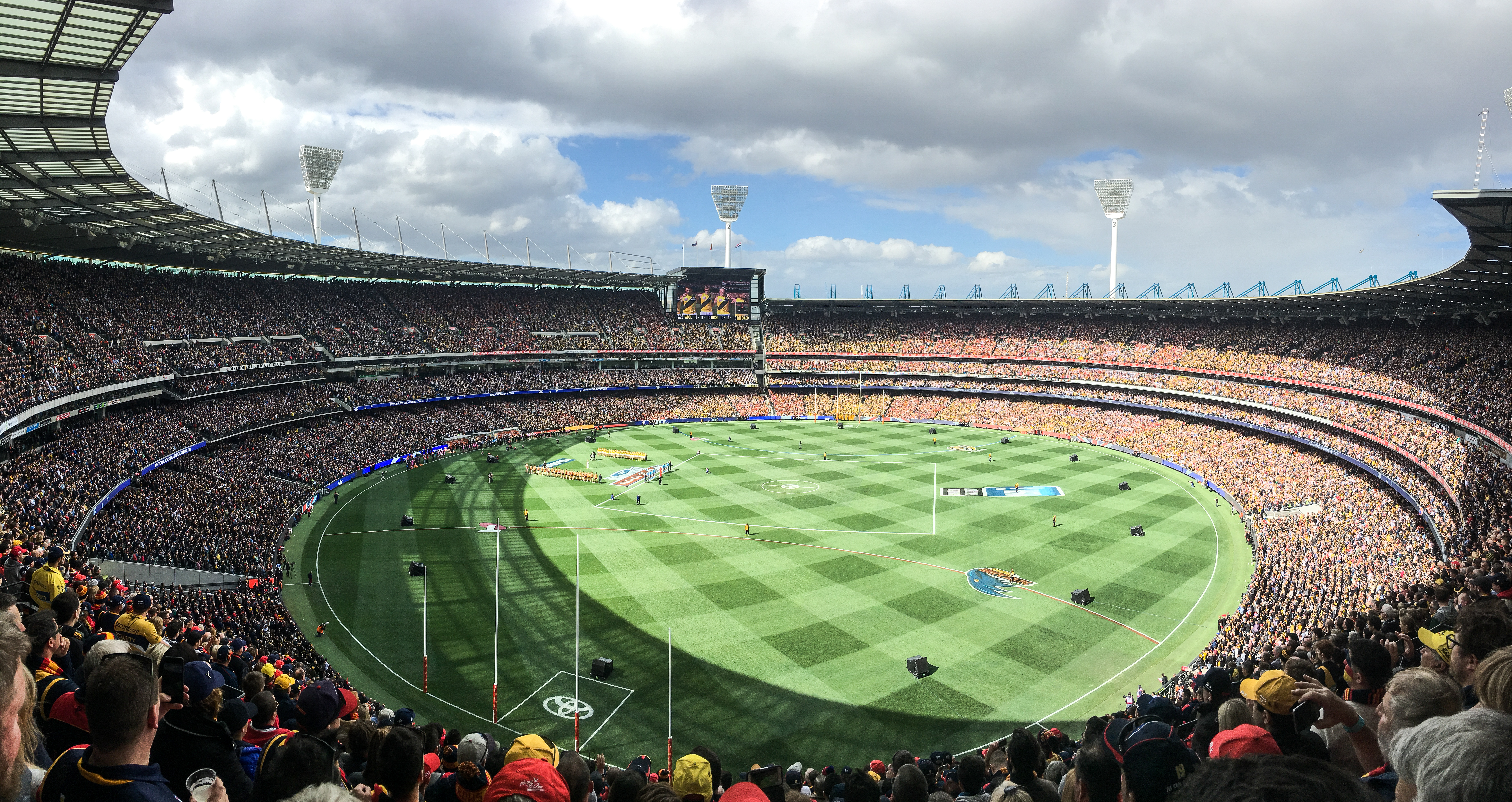
Der MCG beim AFL Grand Final 2017
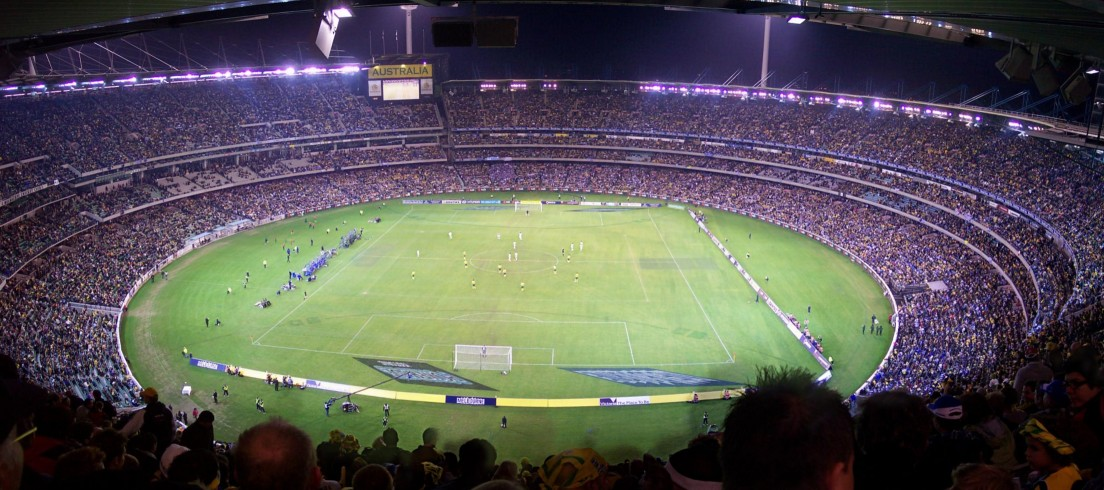
Melbourne Cricket Ground 2006
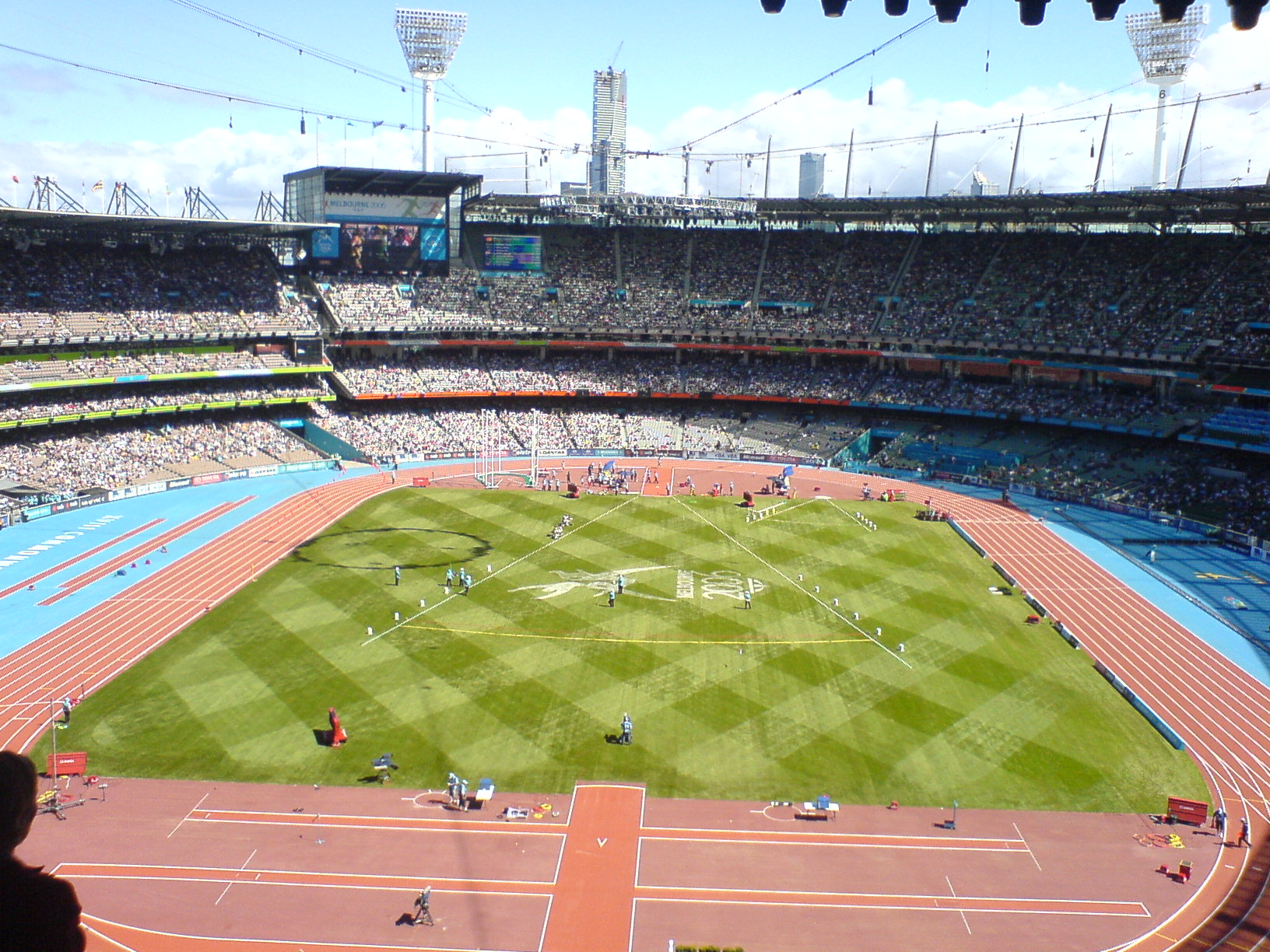
Commonwealth Games 2006: Der Cricket Ground mit temporär eingefügter Leichtathletikanlage
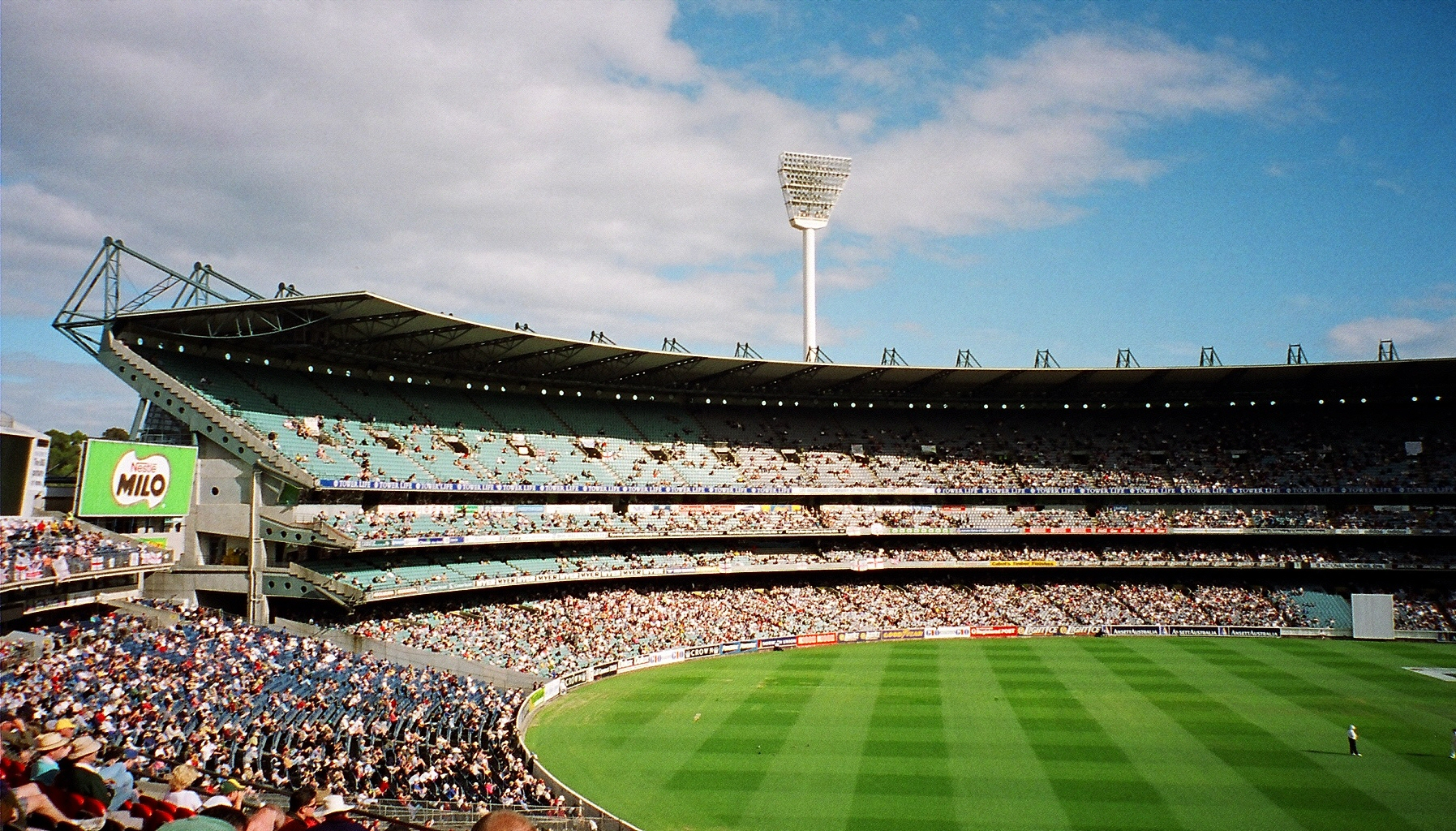
Melbourne Cricket Ground 1998
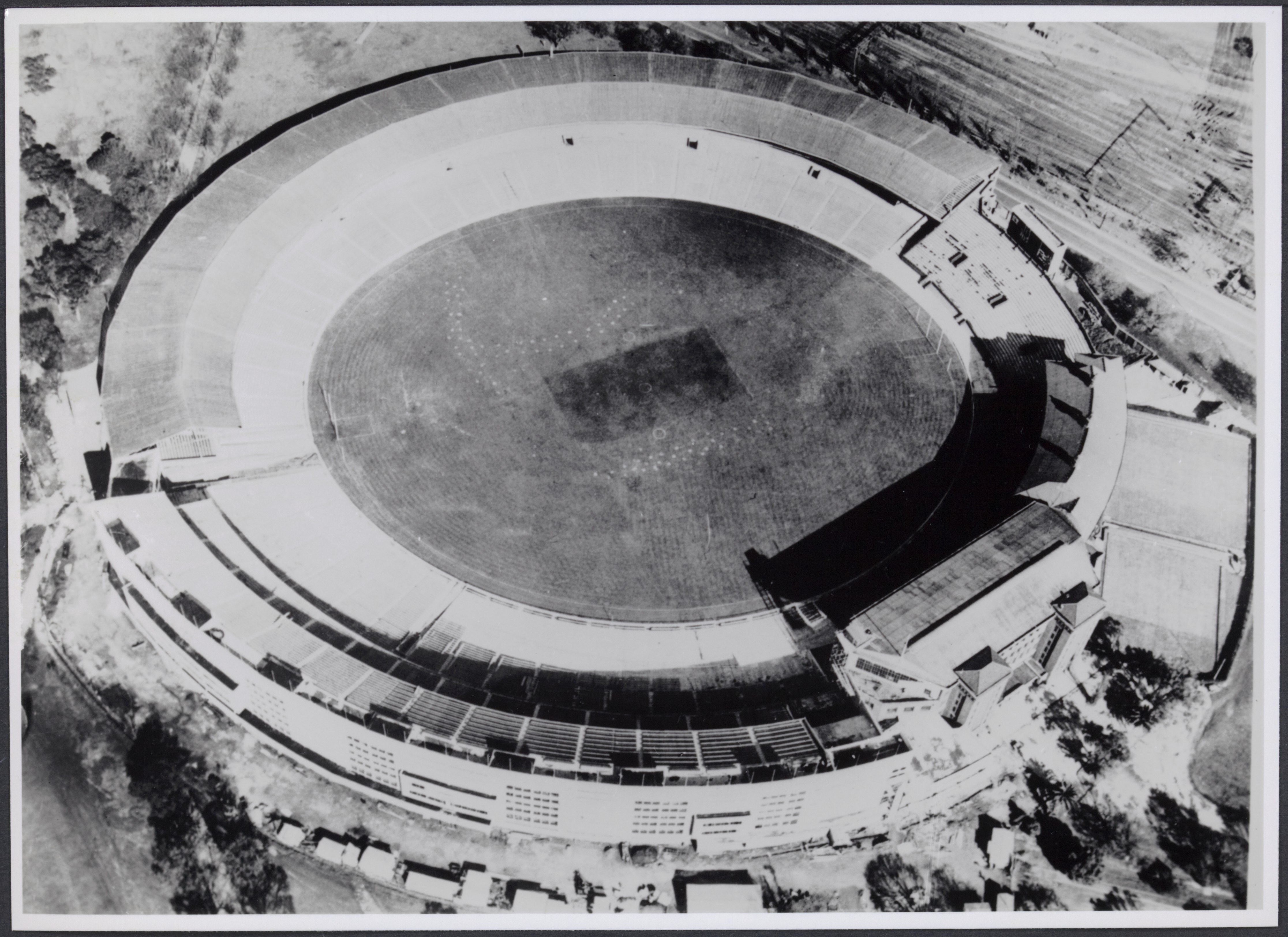
Melbourne Cricket Ground 1956
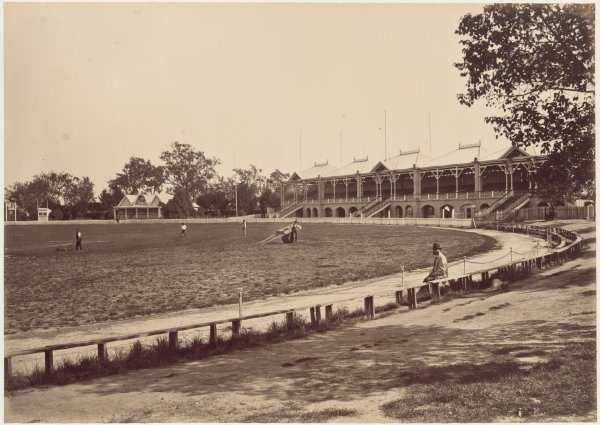
Melbourne Cricket Ground 1878
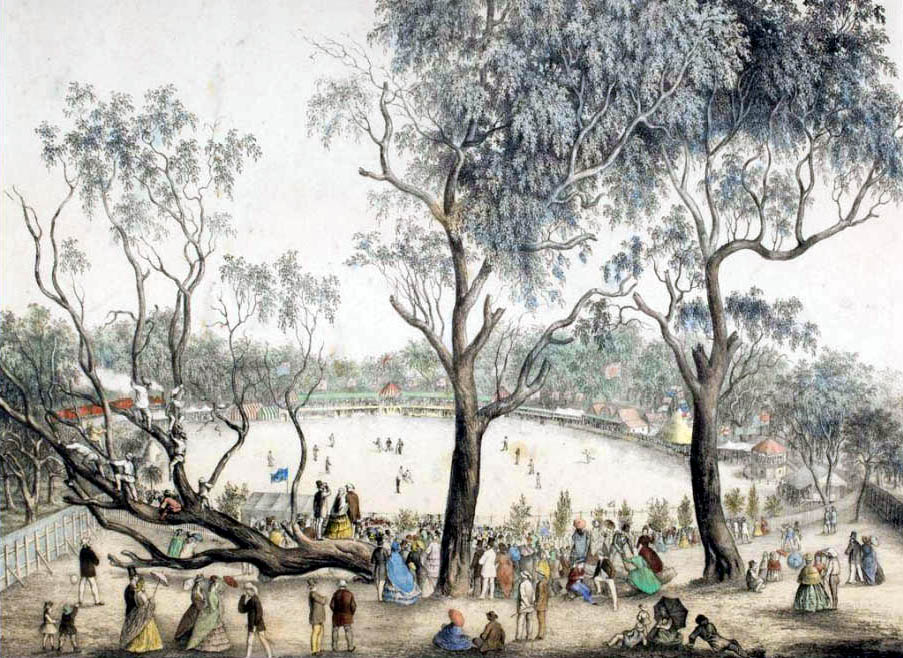
Melbourne Cricket Ground 1864